# Apocalypto
Pour plus de détails, voir Fiche technique et Distribution.
Apocalypto est un film américain réalisé par Mel Gibson et sorti en 2006.
Le film se déroule en Mésoamérique, dans la péninsule du Yucatán, à la fin de l'époque postclassique, aux environs des années 1500. Patte de Jaguar est le fils du chef d'une petite tribu forestière. Son destin bascule lorsque leur village est razzié par des guerriers mayas chargés de rapporter des captifs pour les prochains sacrifices humains de leur cité. Fait prisonnier et emmené de force, Patte de Jaguar fera tout pour survivre et retrouver sa femme et son fils qu'il a cachés pendant l'attaque du village.

## Synopsis
Le film commence avec cette citation de Will Durant :
« Une grande civilisation n’est conquise de l’extérieur que si elle est détruite de l’intérieur. »
Pendant une partie de chasse au tapir dans la jungle mésoaméricaine, Patte de Jaguar (Rudy Youngblood), son père Ciel de Silex (Morris Birdyellowhead), et leurs compagnons de chasse rencontrent une colonne de réfugiés apeurés et traumatisés. Le chef de la procession raconte alors que leurs terres ont été ravagées, et avec la permission de Ciel de Silex, celle-ci poursuit sa route à travers la forêt. Quand Patte de Jaguar retourne au village, Ciel de Silex demande à son fils de ne pas laisser la peur du cortège s'infiltrer en lui. La nuit, l'ancien de la tribu narre aux villageois une fable d'un homme qui dangereusement n'étanchait jamais son désir, en dépit des capacités du règne animal. Les habitants suivent l'histoire avec danse et musique, laissant méditer Patte de Jaguar.
Le matin suivant, Patte de Jaguar se réveille en sursaut après un cauchemar. Alors que tout le monde dort, Patte de Jaguar aperçoit des individus s'introduire dans le village, mettant le feu aux maisons avec des torches. Les assaillants, menés par Zéro Loup (Raoul Trujillo), attaquent les villageois et en capturent autant que possible. Patte de Jaguar se sauve avec sa femme enceinte, Sept (Dalia Hernández) et son fils, Course de Tortues, et les dissimule dans un puits (probablement un chultun) en les faisant descendre à l'aide d'une liane. Patte de Jaguar retourne défendre son village mais il est capturé avec le restant de sa tribu.
Un pillard que Patte de Jaguar a attaqué, Oeil Moyen (Gerardo Taracena), se prépare à exécuter Ciel de Silex devant son fils. Ciel de Silex dit à Patte de Jaguar de ne pas avoir peur, avant de se faire trancher la gorge. Avant que les pillards ne quittent le village avec leurs prisonniers enchaînés, un pillard coupe la liane menant au puits, piégeant la femme et le fils de Patte de Jaguar. Les pillards et leurs captifs font un voyage vers une ville maya, rencontrant des cultures de maïs gâtées et des esclaves produisant du plâtre. Ils croisent également une petite fille malade de la variole qui avertit les pillards que leur fin est proche. Dans la périphérie de la ville, les femmes sont vendues comme esclaves et les hommes sont emmenés jusqu'au sommet d'une pyramide à degrés, où un prêtre sacrifie plusieurs captifs en arrachant leur cœur puis en les décapitant. Lorsque Patte de Jaguar est sur l'autel pour être sacrifié, une éclipse solaire survint. Le prêtre déclare que le dieu soleil Kukulkan est satisfait des sacrifices, et demande au dieu soleil de rétablir la lumière. L'éclipse passe et la lumière revient.
Zéro Loup, qui a reçu du prêtre l'ordre de disposer des prisonniers, les emmène dans un terrain de jeu de balle. Les captifs sont libérés par paires pour parcourir la longueur du champ tandis que les pillards leur décochent des javelots, des flèches et des pierres de fronde. Patte de Jaguar atteint le bout du terrain et, bien que blessé par une flèche, contourne un "finisseur", qui n'est autre que Roc Percé, le fils de Zéro Loup, en le tuant. Enragé, son père poursuit Patte de Jaguar dans la jungle avec ses guerriers. La poursuite ramène Patte de Jaguar à la forêt où se trouvait son village, et il déclare du bas d'une cascade aux pillards qu'ils se trouvent maintenant sur son territoire.
Les pillards de Zéro Loup tombent à la fois sur les éléments de la forêt et les pièges de Patte de Jaguar. Il commence à pleuvoir, et le puits dans lequel la femme et le fils de Patte de Jaguar sont toujours piégés commence à être inondé. Patte de Jaguar tue Zéro Loup en lançant un piège destiné à la chasse au tapir, et est poursuivi par deux autres pillards sur une plage. Là, ils rencontrent des conquistadors et des missionnaires qui s'apprêtent à débarquer. Les pillards s'approchent d'eux avec incrédulité, et Patte de Jaguar s'enfuit dans la forêt pour sauver sa femme et son fils. Arrivé au puits, il constate que sa femme a donné naissance à son deuxième fils en bonne santé, et sauve sa famille, qu'il finit par mener plus profondément dans la forêt, laissant loin derrière eux Mayas et  conquistadors.

## Fiche technique
Sauf indication contraire, les informations mentionnées dans cette section peuvent être confirmées par la base de données cinématographiques IMDb,  présente dans la section « Liens externes ».
- Titre original et francophone : Apocalypto
- Réalisation : Mel Gibson
- Scénario : Mel Gibson et Farhad Safinia
- Musique : James Horner
- Direction artistique : Theresa Wachter
- Décors : Thomas E. Sanders
- Costumes : Mayes C. Rubeo
- Photographie : Dean Semler
- Son : Benjamin L. Cook
- Montage : John Wright
- Effets visuels : Ted Rae et Keith VanderLaan (animatronique et prothèse)
- Sociétés d'effets spéciaux: Asylum VFX, Svengali Visual Effects, Zen Haven Studios, Luma Pictures, LOOK! Effects, Filmworks/FX, MPFX Studios, Captive Audience
- Production : Mel Gibson, Bruce Davey, Ned Dowd, Vicki Christianson et Farhad Safinia
- Société de production : Icon Productions
- Sociétés de distribution : Icon Productions et Touchstone Pictures
- Budget : 40 000 000 $[1]
- Pays de production :  États-Unis
- Langue originale : maya yucatèque
- Format : couleurs (Deluxe) - 1,85:1[2] - 35 mm (Kodak)[2] - filmé en Panavision - son DTS / SDDS / Dolby Digital
- Genre : aventures, drame épique
- Durée : 138 minutes
- Dates de sortie[3] :
  - États-Unis et Canada : 8 décembre 2006
  - France et Suisse romande : 10 janvier 2007
  - Belgique : 7 mars 2007
- Film interdit aux moins de 12 ans lors de sa sortie en salles en France[4].

## Distribution
- Rudy Youngblood : Patte de Jaguar
- Raoul Trujillo : Zéro Loup
- Dalia Hernández : Sept
- Jonathan Brewer : Émoussé
- Morris Birdyellowhead : Ciel de Silex
- Carlos Emilio Baez : Course de Tortues
- Ramirez Amilcar : Nez Courbé
- Israel Contreras : Crapaud Fumant
- Israel Rios : Feuille de Cacao
- María Isabel Díaz : la belle-mère
- Espiridion Acosta Cache : le vieux sage
- Mayra Serbulo : la jeune femme
- Iazua Larios : Fleur de Ciel
- Hiram Soto : Chasse Poissons
- Gerardo Taracena : Œil du Milieu
- Rodolfo Palacios : Encre de Serpent
- Ariel Galvan : Hanging Moss
- Ricardo Diaz Mendoza : Roc Percé
- Richard Can : Dix Pécaris
- Lorena Heranandez : une fille du village
- Sayuri Gutierrez : l'aînée
- Fernando Hernandez : le Grand prêtre

## Production
Le film a été tourné à Catemaco, dans l'État de Veracruz, et dans l'État de Campeche au Mexique. La cascade aperçue à la fin du film est celle d'Eyipantla. Les acteurs jouent des personnages parlant en maya yucatèque, langage encore parlé de nos jours par plus de 750 000 personnes dans le Yucatán, au Mexique.
Apocalypto met en scène des acteurs inconnus originaires du Mexique, plus particulièrement de la péninsule du Yucatán, mais aussi des Amérindiens des États-Unis et du Canada, ainsi que des autochtones de Los Tuxtlas et de Veracruz.
Mel Gibson finance lui-même son film. Touchstone Pictures a signé pour la distribution dans certains marchés. La sortie du film était prévue pour le 4 août 2006 mais Touchstone Pictures l'a repoussée au 8 décembre 2006 à cause des fortes pluies qui ont perturbé le tournage au Mexique.
Le 23 septembre 2006, une projection test est organisée devant deux auditoires composés principalement d'Amérindiens dans l'État de l'Oklahoma, au Riverwind Casino à Goldsby, que possède la Nation Chicachas, et à l'université Cameron à Lawton. Une autre projection a lieu à Austin au Texas, le 24 septembre 2006 conjointement avec un acteur du film, Rudy Youngblood.

## Bande originale
La musique du film est composée par James Horner. Il improvise la plupart de la musique enregistrée et utilise des instruments « exotiques » tels que la Trompette marine, des trompettes naturelles, des cors ougandais mêlés à des synthétiseurs. Rahat Nusrat Fateh Ali Khan participe au chant. Tony Hinnigan (en), spécialiste des bois, collabore aussi à la musique du film.
| Liste des titres | Liste des titres                         | Liste des titres | Liste des titres | Liste des titres | Liste des titres | Liste des titres | Liste des titres | Liste des titres | Liste des titres |
| No               | Titre                                    | Durée            |                  |                  |                  |                  |                  |                  |                  |
| ---------------- | ---------------------------------------- | ---------------- | ---------------- | ---------------- | ---------------- | ---------------- | ---------------- | ---------------- | ---------------- |
| 1.               | From the Forest...                       | 1:55             |                  |                  |                  |                  |                  |                  |                  |
| 2.               | Tapir Hunt                               | 1:31             |                  |                  |                  |                  |                  |                  |                  |
| 3.               | The Storyteller's Dreams                 | 3:41             |                  |                  |                  |                  |                  |                  |                  |
| 4.               | Holcane Attack                           | 9:28             |                  |                  |                  |                  |                  |                  |                  |
| 5.               | Captives                                 | 3:06             |                  |                  |                  |                  |                  |                  |                  |
| 6.               | Entering the City with a Future Foretold | 6:05             |                  |                  |                  |                  |                  |                  |                  |
| 7.               | Sacrificial Procession                   | 3:40             |                  |                  |                  |                  |                  |                  |                  |
| 8.               | Words Through the Sky - The Eclipse      | 5:11             |                  |                  |                  |                  |                  |                  |                  |
| 9.               | The Games and Escape                     | 5:15             |                  |                  |                  |                  |                  |                  |                  |
| 10.              | An Elusive Quarry                        | 2:15             |                  |                  |                  |                  |                  |                  |                  |
| 11.              | Frog Darts                               | 2:45             |                  |                  |                  |                  |                  |                  |                  |
| 12.              | No Longer the Hunted                     | 5:50             |                  |                  |                  |                  |                  |                  |                  |
| 13.              | Civilisations Brought by Sea             | 2:20             |                  |                  |                  |                  |                  |                  |                  |
| 14.              | To the Forest...                         | 7:31             |                  |                  |                  |                  |                  |                  |                  |
| 60:33            |                                          |                  |                  |                  |                  |                  |                  |                  |                  |

## Accueil

### Accueil critique
Le film reçoit des critiques partagées et divise très souvent la critique. Sur l'agrégateur américain Rotten Tomatoes, il récolte 66% d'opinions favorables pour 200 critiques et une note moyenne de 6,5⁄10. Le consensus du site résume les critiques compilées : « Apocalypto est un examen brillamment filmé, bien qu'impitoyablement sanglant, d'une civilisation autrefois grande ». Sur Metacritic, il obtient une note moyenne de 68⁄100 pour 37 critiques.
En France, le film obtient une note moyenne de 3⁄5 sur le site AlloCiné, à partir de l'interprétation de 27 critiques de presse.
Dans Première, on peut notamment lire « Animé d’une énergie démentielle, Gibson offre une vision extrêmement pessimiste d’une humanité intrinsèquement barbare. [...] Muni d’une caméra numérique ultra légère, il réinvente pour aujourd’hui une forme de cinéma primitif et viscéral avec des résultats totalement convaincants ».
Pour Alain Spira de Paris Match « Apocalypto est, avant tout, un grand film populaire dont certaines scènes peuvent prêter à sourire (…) mais qui, si vous vous laissez embarquer, vous garantit un voyage original et mouvementé plutôt exceptionnel ».
Le Figaroscope : « Avec son exotisme somptueux, à la fois précis et intemporel, Apocalypto est une parabole puissante et spectaculaire sur une fin de civilisation. Mais sur fond de décadence et de chaos sanguinaire, on assiste à la naissance d'un héros ».
Télé cinéobs (Le Nouvel Observateur) : « un extraordinaire récit d'aventures, dont la violence éprouvante mais nécessaire atteint plus d'une fois une grandeur à laquelle le cinéma américain ne nous a guère habitués ».
Télérama : « Nouvelle boucherie signée Mel Gibson, chez les Mayas. Attention navet. »

### Box-office
| Pays ou région    | Box-office      | Date d'arrêt du box-office | Nombre de semaines |
| ----------------- | --------------- | -------------------------- | ------------------ |
| États-Unis Canada | 50 866 635 $    | 8 mars 2007                | 13                 |
| France            | 442 730 entrées |                            | -                  |
| Total mondial     | 120 673 227 $   | -                          | -                  |

## Commentaires et analyse

### Thèmes
Selon E. Michael Jones, le film est partiellement conçu comme une allégorie politique sur les civilisations en déclin.
Mel Gibson a intitulé son film Apocalypto, car persuadé que ce mot voulait dire « nouveau commencement », ainsi qu'il l'a affirmé à des journalistes avant la sortie du film, alors qu'il s'agit en réalité d'un verbe grec signifiant je révèle (apocalypse = révélation).

### Controverses

#### Stéréotypes
Le film a été critiqué par le magazine Archaeology, pour sa description violente d'une société maya brutale, en négligeant les « réalisations scientifiques » et la « profonde spiritualité » de la civilisation.
Des leaders mayas considèrent que « les scènes de Mayas avec des piercings à l'os propagent les stéréotypes sur [leur] culture. ». Un militant des droits de l'Homme, Lucio Yaxon, affirme que « le réalisateur est en train de dire que les Mayas sont des sauvages. »
Au Guatemala, le représentant officiel contre le racisme a déclaré que le film était raciste et contribue à la diabolisation de la culture indigène.
Juan Tiney, du conseil coordinateur paysans et indigène du Guatemala a critiqué le film en disant que « le niveau de violence du film pouvait suggérer que les Mayas étaient un peuple violent que seule la venue des Espagnols avait sauvé, quand l'histoire montre que c'est le contraire ».

#### Accusation de plagiat
Juan Mora Catlett accuse Mel Gibson d'avoir copié certains éléments visuels, citant l'exemple des Indiens peints en bleu de la tête aux pieds et d'avoir plagié certaines scènes de son film Retorno a Aztlán datant de 1991.

#### Historicité
Gibson a souhaité donner à son film une certaine authenticité, et pour cela a fait appel à Richard Hansen, archéologue et expert en civilisation maya. Malgré cette caution, l'historicité du film a été controversée.
Ainsi, pour le journaliste Mark McGuire, le film contient un nombre d'objets inconnus de la Mésoamérique précolombienne, comme les pointes métalliques de javelot. La cité maya mélange des détails provenant de différentes cultures mésoaméricaines séparées dans l'espace et le temps : les temples, par exemple, sont de la forme de ceux de Tikal situés dans les basses terres centrales de style classique alors qu'ils sont décorés avec des éléments stylistiques plus récents de style Puuc du nord-ouest du Yucatan. La peinture murale des arcades comprend des éléments des codex mayas combinés à des éléments des peintures murales de Bonampak (antérieures de plus de 700 ans à l'époque de l'action du film) et les peintures murales de San Bartolo (dont la réalisation remonte approximativement à 1500 ans avant l'époque de l'action du film). Des éléments de civilisations mésoaméricaines d'époques distantes de plusieurs siècles et n'appartenant pas à la civilisation maya, comme celles de la vallée de Mexico (Teotihuacan, Aztèques), ont aussi été ajoutés en un mélange finalement assez anachronique.
Robert M. Carmack (en), professeur d'anthropologie à l'université d'État de New York à Albany, a déclaré que « c'est une grande faute - presque une tragédie - que ce film présente la civilisation maya ainsi. »
Edgar Martin del Campo, son collègue de la même université, affirme le caractère erroné de certaines scènes, estimant entre autres « que les Mayas connaissaient l'astronomie et n'auraient pas été effrayés par une éclipse comme cela est décrit dans le film. ».
Stephen D. Houston (en), professeur d'anthropologie à l'université Brown, indiqua que les victimes des sacrifices humains chez les Mayas étaient les rois, les membres des familles royales, et d'autres nobles de haut rang. « Ils ne couraient pas après les gens ordinaires pour les sacrifier » (voir le Washington Post du 15 décembre 2006).
Karl Taube, professeur d'anthropologie à l'université de Californie à Riverside, objecta à propos de l'énorme fosse remplie de cadavres. « Nous n'avons aucune preuve de fosses communes ». Le professeur Taube objecta aussi que le nombre élevé d'esclaves n'est pas prouvé.
Zachary Hruby, de l'UC Riverside, déplore l'utilisation de la langue yucatèque, parce qu'elle donne un vernis d'authenticité à un film qui prend tant d'inopportunes libertés sur le sujet. Plus spécifiquement ces libertés concernent le mode et l'étendue des sacrifices, la présentation des villageois mayas comme des personnes isolées vivant dans la forêt, la compression chronologique de l'ère classique terminale très urbanisée et l'ère post-classique tardive principalement composée d'habitations villageoises.
Très critique par ailleurs sur la violence du film, Marie-Charlotte Arnauld, directrice de recherche au CNRS, archéologue mayaniste au sein du laboratoire « Archéologie des Amériques », déclare que « le film repose sur une certaine documentation. Je n'ai pas été excessivement choquée par la reconstitution ».